# Paula Green
Paula Green (Los Ángeles, 18 de septiembre de 1927 – 4 de diciembre de 2015) fue una ejecutiva y redactora publicitaria estadounidense, y una de las mujeres pioneras en el mundo de la publicidad.

## Biografía
Green nació en una familia estadounidense judía. Se graduó en la Universidad de California, en Berkeley.
Fue redactora en la revista Seventeen y después trabajó en la agencia de publicidad LC Gumbinner. Green comenzó su carrera en la agencia Doyle, Dane, Bernbach, ahora conocida como DDB, a las órdenes de Phyllis Robinson. Fue la primera mujer de la agencia DDB en ocupar un puesto de supervisión creativa.
En 1969, creó la agencia de publicidad Green Dolmatch junto a su marido Murray Dolmatch. Posteriormente, la agencia pasó a denominarse Paula Green Advertising. Entre sus clientes se encontraban empresas como Subaru, The New York Times o Goya Foods, para quien ideó el eslogan "Goya Oh Boy-a".
En 1962, escribió el eslogan de la marca de alquiler de coches Avis "We Try Harder" ("Nos esforzamos más") que estuvo vigente hasta 2012. En la década de los 70 creó el himno de la Unión Internacional de Trabajadoras de la Confección (ILGWU) "Look for the Union Label" que buscaba combatir la globalización consiguiendo que los estadounidenses compraran sus productos, a la vez que empoderaba a las mujeres trabajadoras.
Cuando era joven, Green superó un cáncer de mama, lo que la motivó a crear en 1969 una campaña publicitaria de concienciación para la American Cancer Society de fomento de la detección temprana del cáncer de mama que fomentaba la autoexploración de las mujeres gracias a la que se salvaron docenas de vidas.

## Reconocimientos
En 2012, Green fue reconocida por la Federación Americana de Publicidad como una de las creativas que hizo historia en la industria publicitaria al incorporarla al Salón de la Fama de la Publicidad de The One Club, del que también forman parte publicitarios tan importantes como Leo Burnett, David Ogilvy, Raymond Rubicam, J. Walter Thompson y Bill Bernbach, entre otros.
Su eslogan para Avis, "We try harder", fue considerado por la revista Advertising Age como uno de los siete mejores eslóganes en la historia de la publicidad del siglo XX.